# Alchemilla farinosa
Alchemilla farinosa é uma espécie de rosácea do gênero Alchemilla, pertencente à família Rosaceae.